# Dasybasis hobartiensis
Dasybasis hobartiensis är en tvåvingeart som först beskrevs av White 1915.  Dasybasis hobartiensis ingår i släktet Dasybasis och familjen bromsar. Inga underarter finns listade i Catalogue of Life.